# Gabriel Delafosse

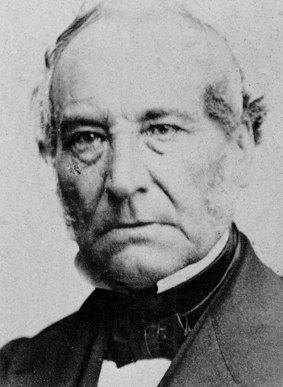
Gabriel Delafosse

Gabriel Delafosse (* 24. Februar 1796 in Saint-Quentin; † 13. Oktober 1878 in Paris) war ein französischer Mineraloge und Kristallograph.

## Leben und Werk
Delafosse war der Sohn eines Provinzbeamten, ging in Saint-Quentin und Reims zur Schule und studierte an der École normale supérieure (ENS). Er war einer der letzten Schüler des berühmten Kristallographen René Just Haüy am Muséum national d’histoire naturelle (Naturgeschichtsmuseum), wurde 1816 dessen Assistent und gab dessen Lehrbuch über Mineralogie (1822/23, 2. Auflage, postum) und Kristallographie (1822) heraus. 1817 wurde er Assistenz-Mineraloge am Naturgeschichtsmuseum. 1826 wurde er Maitre de conference an der ENS. 1840 wurde er in Mineralogie promoviert und 1841 Professor für Mineralogie an der Sorbonne (Faculté des Sciences) als Nachfolger von François Sulpice Beudant und auf dem ehemaligen Lehrstuhl von Haüy. 1857 wurde er Professor der Mineralogie am Naturgeschichtsmuseum als Nachfolger von Armand Dufrénoy.
Delafosse erkannte, dass man in der Kristallographie die Bausteine, aus denen sich die Kristalle in der geometrischen Kristallographie aufbauten, von den natürlichen Molekülen unterscheiden musste (der geometrische Baustein konnte auch mehreren Molekülen entsprechen). In diesem Zusammenhang untersuchte er Stoffe mit ähnlichen Kristallen, aber unterschiedlicher chemischer Zusammensetzung. Er spielt damit eine Rolle in der Entstehung des Konzepts des Kristallgitters und nimmt eine Zwischenstellung ein zwischen Haüy als Begründer der geometrischen Kristallographie und Auguste Bravais als Schöpfer der Kristallgittertheorie.
Außerdem konnte er so auch Asymmetrie-Eigenschaften von Kristallen (Hemihedrale Eigenschaften) erklären. Zu seinen Schülern gehörte Louis Pasteur, und wie dieser befasste er sich mit molekularer Asymmetrie. Er untersuchte den Zusammenhang von physikalischen (elektrischer, optischer, thermischer) Eigenschaften von Kristallen mit deren Kristallform.
Von ihm stammt ein Mineralogie-Lehrbuch, das ab 1858 erschien. 1867 veröffentlichte er seinen Bericht über die Entwicklung der Mineralogie in Frankreich.
Er war ab 1857 Mitglied der Academie des Sciences. Er war Gründungsmitglied der französischen geologischen Gesellschaft.
Charles Friedel benannte ihm zu Ehren 1873 das Kupfer-Eisen-Oxid Delafossit.
Delafosse schrieb Artikel für den Dictionnaire universel d’histoire naturelle von Charles Henry Dessalines d’Orbigny (13 Bände und Atlas, Paris 1841 bis 1849) und war dessen Mitherausgeber. Außerdem war er Herausgeber des Bulletin des sciences naturelles et de géologie (1824–1831) von Baron André Étienne d’Audebert de Férussac. Er veröffentlichte auch Schulbücher über Naturwissenschaften.

## Schriften
- Précis élémentaire d’histoire naturelle, à l’usage des collèges et des maisons d’ éducation, 4 Bände, Paris, Hachette 1830 und öfter.
- Notions élémentaires d’histoire naturelle, 3 Bände, Paris 1835–1836 und öfter.
- Lecons d’histoire naturelle, Paris, 1838.
- De la structure des cristaux, considérés comme base de la distinction et de la classification des systèmes cristallins. Sur l'importance de l'étude de la symétrie dans les différentes branches de l'Histoire naturelle, et en particulier dans la morphologie végétale et animale, Thèse de sciences, Université de Paris, 1840.
- Recherches sur la cristallisation, considérée sous les rapports physiques et mathematiques, in: Mémoires présentées par divers savants à l’Académie royale des sciences de l’Institut de France, Band 8, 1843, S. 641–690.
- Mémoire sur une relation importante qui se manifeste, en certains cas, entre la composition atomique et la forme cristalline et sur une nouvelle application du rôle que joue la silice dans les combinaisons minérales, in: Mémoires présentées par divers savants à l’Académie royale des sciences de l’Institut de France, Band 13, 1852, S. 542–579.
- Mémoire sur le plésiomorphisme des espèces minérales, Paris, 1851 (Extrakt in Comptes rendus de l’Académie des sciences, Band 32, 1851, S. 535–539).
- Mémoire sur la structure des cristaux et ses rapports avec les propriétés physiques et chimiques, Comptes rendus, Band 43, 1856, S. 958–962.
- Sur la véritable nature de l’hémiédrie et sur ses rapports avec les propriétés physiques des cristaux, Comptes rendus, Band 44, 1857, S. 229–233.
- Mémoire sur l’électricité des minéraux, Annales des mines, Band 3, 1818, S. 209–226.
- Nouveau cours de minéralogie, 3 Bände, Paris 1858 bis 1862.
- Rapport sur les progrès de la minéralogie, in: Recueil de rapports sur les progrès des lettres et des sciences en France, Paris, 1867.